# Dysphania isolata
Dysphania isolata är en fjärilsart som beskrevs av W. Warren 1902. Dysphania isolata ingår i släktet Dysphania och familjen mätare. Inga underarter finns listade i Catalogue of Life.